# Neroccio de’Landi

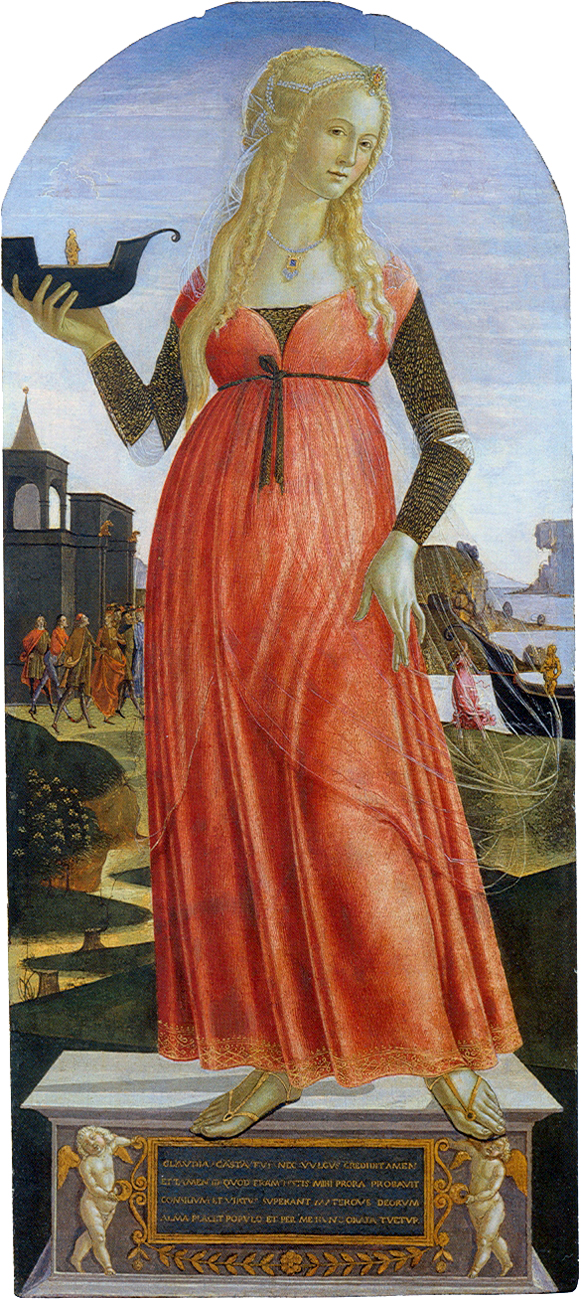
Claudia Quinta

Neroccio di Bartholomeo di Benedetto de’Landi (1447 Siena – 1500 tamtéž), zvaný Neroccio, byl italský malíř a sochař sienské školy. Byl žákem Vecchietta a mnoho let (1467-1475) pracoval v dílně s Francescem di Giorgiem.
Zajímal se o starověké umění, v jeho pozůstalosti se našlo několik antických socha a sádrových odlitků.

## Dílo
- Tři epizody ze života svatého Benedikta (Galleria degli Uffizi, Florencie) 1475
- Triptych Madonna, sv. Michael a sv. Bernardino, 1476
- Portrét světlovlasé dámy, (National Gallery of Art, Washington D. C.) 1490
- Madonna se šesti svatými, (Pinacoteca Nazionale di Siena) 1492